# Seckendorff-Schloss

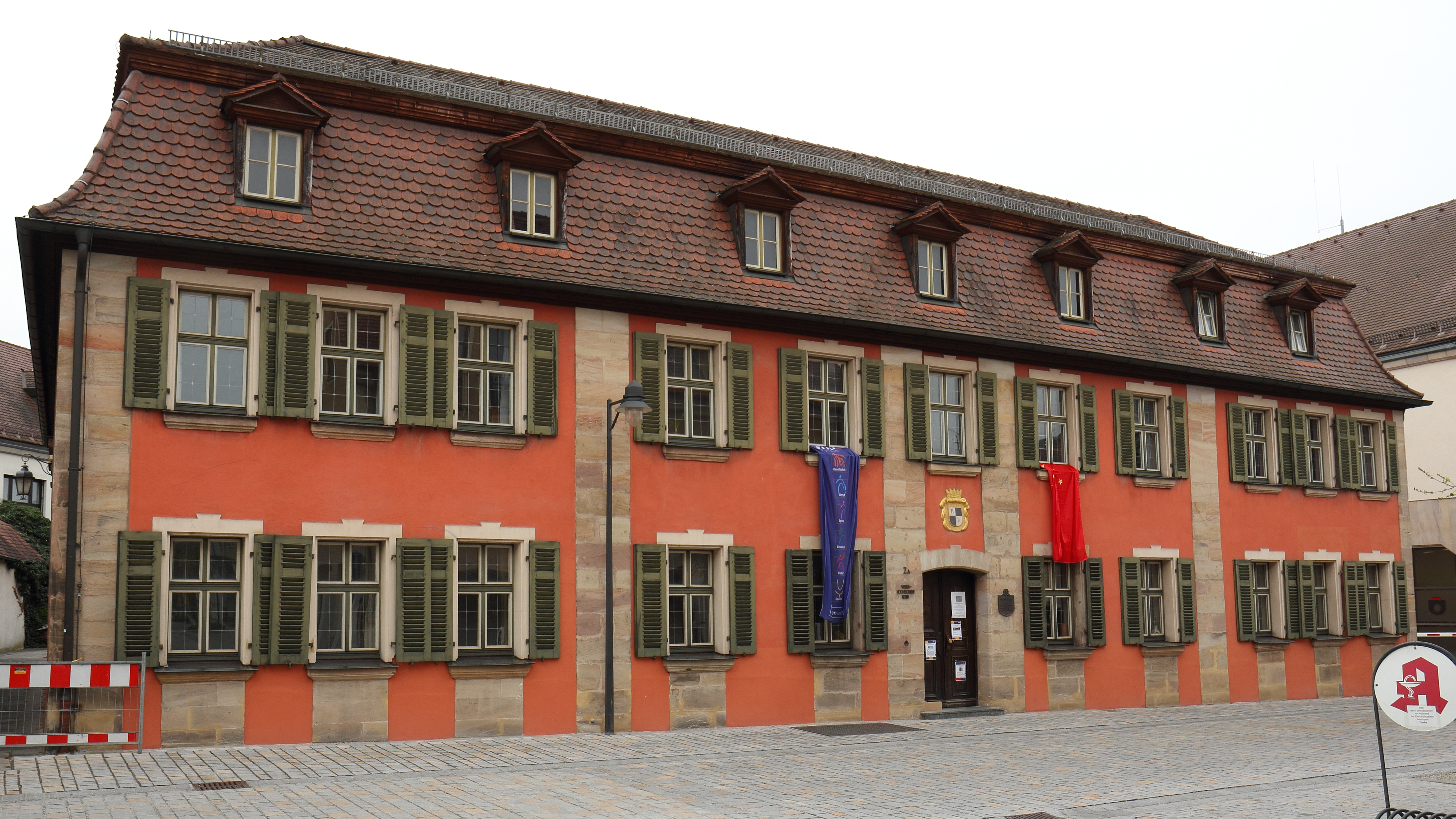
Ehemaliges Palais Seckendorff

Das Schloss Seckendorff, auch Palais Seckendorff, ist ein Schloss in Roth in Mittelfranken. Es ist heute Sitz der Volkshochschule.

## Geschichte
Das Schloss wurde 1768 von Oberamtmann Robert von Seckendorff in der neuen Vorstadt am Neuen Tor erbaut. 1797 kam es in Besitz des Kameralamtmannes Heuber. Treppenhaus, Saal und Seitenflügel stammen aus seiner Zeit. 1828 wurde es von der Stadt erworben. Ab 1856 war es Dienstbotenspital, 1884–1937 Städtisches Krankenhaus. Nach der Renovierung 1980 ist es seit 1989 Sitz der Volkshochschule.

## Baubeschreibung
Das Gebäude war ein Baudenkmal (ehm. Nr. D-5-76-143-55) und wurde seinerzeit in der Liste der Baudenkmäler in Roth folgendermaßen beschrieben:

- Ehemaliges Palais Seckendorff: Zweigeschossiger Rokokobau mit Mansarddach, rückwärts Flügelbauten, um Mitte 18. Jahrhundert, 1977 entkernt